# Handelsministerium der Volksrepublik China

Emblem des Handelsministeriums (2014)

Das Handelsministerium der Volksrepublik China (chinesisch 中華人民共和國商務部 / 中华人民共和国商务部, englisch Ministry of Commerce) – auch bekannt als MOFCOM (Ministerium für Außenhandel und Wirtschaftliche Zusammenarbeit der Volksrepublik China, vom englisch Ministry of Foreign Trade and Economic Co-operation) – ist ein Ministerium der Regierung der Volksrepublik China.
Dienstsitz ist Peking. Das Handelsministerium der VR China hat wie jede juristische Person innerhalb der VR China eine Nummer im Sozialkredit-System für das Handelsministerium ist es: 11100000000013223N.
2003 vereinte das Handelsministerium das bis dahin bestehenden Ministerium für Außenhandel und wirtschaftliche Zusammenarbeit (MOFTEC) mit der Staatlichen Wirtschafts- und Handelskommission und der Kommission für staatliche Entwicklungsplanung. 
Einer der Vizeminister des Handelsministerium der VR China ist gleichzeitig der Internationale Handelsvertreter der VR China, aktuell ist es Wang Shouwe mit 3 Stellvertretern (Ling Ji, Li Yongjie, Yu Jianhua). 

## Geschichte
Am 2. November 1949, etwa ein Monat nach der Gründung der VR China, wurde bei der Zentralregierung erstmals ein Handelsministerium gegründet, welches am 7. August 1952 in ein Ministerium für Binnenhandel und ein Ministerium für Außenhandel geteilt wurde.
Am 1. März 1961 wurde die Generalverwaltung für Außenwirtschaftsbeziehungen geschaffen auf dessen Grundlage am 10. Juni 1964 die Kommission für Außenwirtschaftsbeziehungen gegründet wurde, diese Kommission wurde am 6. August 1970 in Ministerium für Außenwirtschaftsbeziehungen umbenannt. Dieses Ministerium für Außenwirtschaftsbeziehungen gründete im Laufe der 1980er und 1990er insgesamt 15 Sonderkommissariate ein (Juli 1982 in Shanghai. Tianjin, Dalian, Guangzhou), (Dezember 1987 in Shenzhen), (Juli 1989 in Hainan, Qingdao, Xi’an, Chengdu, Wuhan, Zhengzhou, Fuzhou, Nanjing, Nanning), (Juni 1996 in Kunming).
Am 11. Dezember 2001 wurde die VR China Mitglied der Welthandelsorganisation, seitdem ist die Trennung der Wirtschaftspolitik zwischen Außen- und Binnenhandel in der Volksrepublik erschwerte. Im März 2003 wurde das Ministerium für Binnenhandel mit dem Ministerium für Außenhandel zu einem gemeinsamen Handelsministerium vereinigt.

## Handelsminister
Derzeitiger Handelsminister der Volksrepublik China ist Wang Wentao.
Seine Vorgänger waren Zhong Shan (2017–2020), Gao Hucheng (2013–2017), Chen Deming (2007–2013) und Bo Xilai (2004–2007).

## Innere Abteilungen
- Generalbüro
- Büro für Forschung der Politik
- Büro für gerechten Import- und Exporthandel
- Büro für Untersuchung der Industriebeschädigung
- Abteilung für allgemeine Angelegenheiten
- Abteilung für Abkommen und Vorschrift
- Abteilung für asiatische Angelegenheiten
- Abteilung für westasiatische und afrikanische Angelegenheiten
- Abteilung für europäische Angelegenheiten
- Abteilung für amerikanische und australische Angelegenheiten
- Abteilung für Angelegenheiten von Taiwan, Hongkong und Macao
- Abteilung für internationale Wirtschafts- und Handelsbeziehungen
- Abteilung für elektromechanische und High-Tech-Industrie
- Abteilung für Verwaltung der ausländischen Investitionen
- Abteilung für internationale Wirtschaftszusammenarbeit
- Abteilung für ausländische Angelegenheiten
- Abteilung für Informationstechnologie
- Abteilung für Entwicklungshilfe
- Abteilung für Marktbetrieb und -regulation
- Abteilung für Handelsreform und -entwicklung
- Abteilung für Aufbau des Marktsystems
- Abteilung für Dienstleistungshandel
- Abteilung für Außenhandel
- Abteilung für WTO-Angelegenheiten
- Finanzabteilung
- Personalabteilung